# Sydney Olympic Park Hockey Centre
 (novembre 2022).
La mise en forme du texte ne suit pas les recommandations de Wikipédia : il faut le « wikifier ».
Les points d'amélioration suivants sont les cas les plus fréquents :
- Les titres sont pré-formatés par le logiciel. Ils ne sont ni en capitales, ni en gras.
- Le texte ne doit pas être écrit en capitales (les noms de famille non plus), ni en gras, ni en italique, ni en « petit »…
- Le gras n'est utilisé que pour surligner le titre de l'article dans l'introduction, une seule fois.
- L'italique est rarement utilisé : mots en langue étrangère, titres d'œuvres, noms de bateaux, etc.
- Les citations ne sont pas en italique mais en corps de texte normal. Elles sont entourées par des guillemets français : « et ».
- Les listes à puces sont à éviter, des paragraphes rédigés étant largement préférés. Les tableaux sont à réserver à la présentation de données structurées (résultats, etc.).
- Les appels de note de bas de page (petits chiffres en exposant, introduits par l'outil «  Source ») sont à placer entre la fin de phrase et le point final[comme ça].
- Les liens internes (vers d'autres articles de Wikipédia) sont à choisir avec parcimonie. Créez des liens vers des articles approfondissant le sujet. Les termes génériques sans rapport avec le sujet sont à éviter, ainsi que les répétitions de liens vers un même terme.
- Les liens externes sont à placer uniquement dans une section « Liens externes », à la fin de l'article. Ces liens sont à choisir avec parcimonie suivant les règles définies. Si un lien sert de source à l'article, son insertion dans le texte est à faire par les notes de bas de page.
- La présentation des références doit suivre les conventions bibliographiques. Il est recommandé d'utiliser les modèles {{Ouvrage}}, {{Chapitre}}, {{Article}}, {{Lien web}} et/ou {{Bibliographie}}. Le mode d'édition visuel peut mettre en forme automatiquement les références.
- Insérer une infobox (cadre d'informations à droite) n'est pas obligatoire pour parachever la mise en page.

Pour une aide détaillée, merci de consulter Aide:Wikification.
Si vous pensez que ces points ont été résolus, vous pouvez retirer ce bandeau et améliorer la mise en forme d'un autre article.
Le Sydney Olympic Park Hockey Centre, également connu sous le nom de State Hockey Center of New South Wales est un stade polyvalent à Sydney, Australie . Il a été construit en 1998 dans le cadre du complexe sportif Sydney Olympic Park. Sa capacité actuelle est de 8 000 personnes, avec capacité assise pour 4 000. Pour les Jeux olympiques de Sydney, la capacité a été portée à 15 000 grâce à l'utilisation de tribunes temporaires.

## Usage

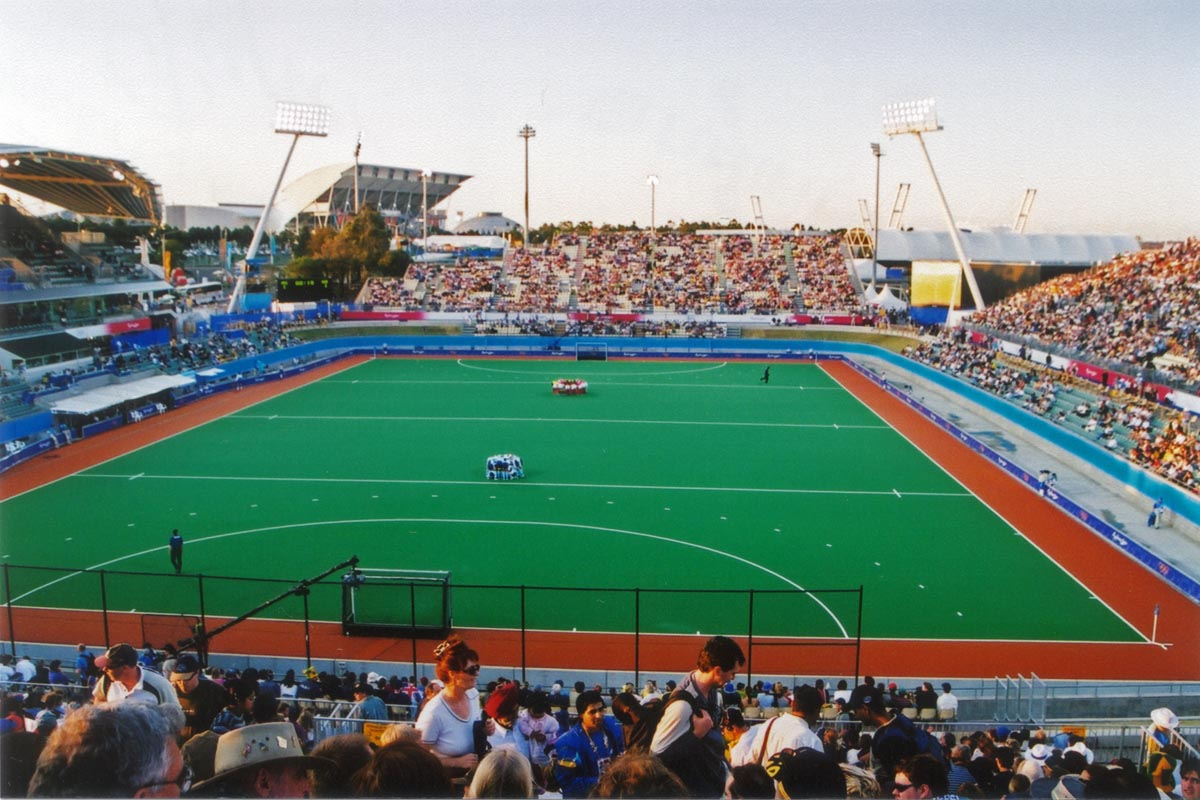
Sydney Olympic Park Hockey Centre pendant les Jeux olympiques d'été de 2000

Le centre de hockey du parc olympique de Sydney est une installation de hockey sur gazon de premier plan, l'instance dirigeante du hockey de la Nouvelle-Galles du Sud, Hockey NSW y étant basée. Les représentants de Sydney des versions masculine et féminine de la Australian Hockey League semi-professionnelle, des New South Wales Waratahs et des New South Wales Arrows tous deux jouent leurs matchs à domicile au stade. Le stade a également accueilli les hockey sur gazon aux Jeux olympiques d'été de 2000, au cours desquels les Kookaburras, l'équipe nationale australienne masculine de hockey, ont remporté la médaille de bronze, et les Hockeyroos, l'équipe nationale australienne féminine de hockey a remporté la médaille d'or pour la troisième fois consécutive.
Lors des Jeux paralympiques de Sydney en 2000, les football paralympiques matchs à 5 et à 7 ont été disputés au stade. D'autres sports tels que gridiron, football tactile, Oztag et crosse ont tous été joués au stade. Le stade a également été loué par des écoles qui en ont besoin.
Lors des Jeux Invictus de 2018 situés à Sydney, le tir à l'arc s'est déroulé sur le deuxième terrain (d'origine) avec entrée via le Quaycentre.

## Facilités
Le stade contient deux terrains, l'un pour les échauffements (qui est encore utilisé pour les compétitions inférieures) et l'autre pour la compétition proprement dite. La surface de ces deux terrains, refaite en 2008, est en POLIGRAS Olympia 2008 qui contient du fil de polyéthylène pour une durabilité améliorée, une stabilité aux UV, une interaction balle/surface optimale et des besoins en eau nettement inférieurs. POLIGRAS utilise du caoutchouc 100% recyclé pour les couches élastiques et des fils sans métaux lourds pour la surface de jeu et utilise 30 à 40% moins d'eau que les autres surfaces disponibles sur le marché à l'époque. Le terrain mesure 91.44 mètres de long sur 54.86 mètres de large. La tribune principale a été conçue par les architectes Ancher Mortlock Wooley et peut accueillir 1 500 personnes. Il a un toit ressemblant à un planeur ou à une voile qui s'élève à 25 mètres au-dessus du sol. Il est soutenu par un mât de 41 m de haut supprimant toute exigence de colonnes, une conception qui offre aux spectateurs une vue ininterrompue de l'action sur le terrain.
Les autres installations disponibles au stade comprennent une salle de conférence (Waratah) donnant sur le terrain olympique et le salon Eva Redfern (donnant sur le terrain 2) également disponible à la location. Le terrain olympique dispose également d'une série de vestiaires d'équipe, d'une salle FA, de salles de tournois et de tests antidopage. Un kiosque et un point de vente sont ouverts pendant les compétitions et les tournois. Faisant partie du complexe sportif Sydney Olympic Park, il partage de nombreuses autres installations avec le reste du complexe et le rend facilement accessible en bus, en train, en ferry et en voiture.